# Челюсть

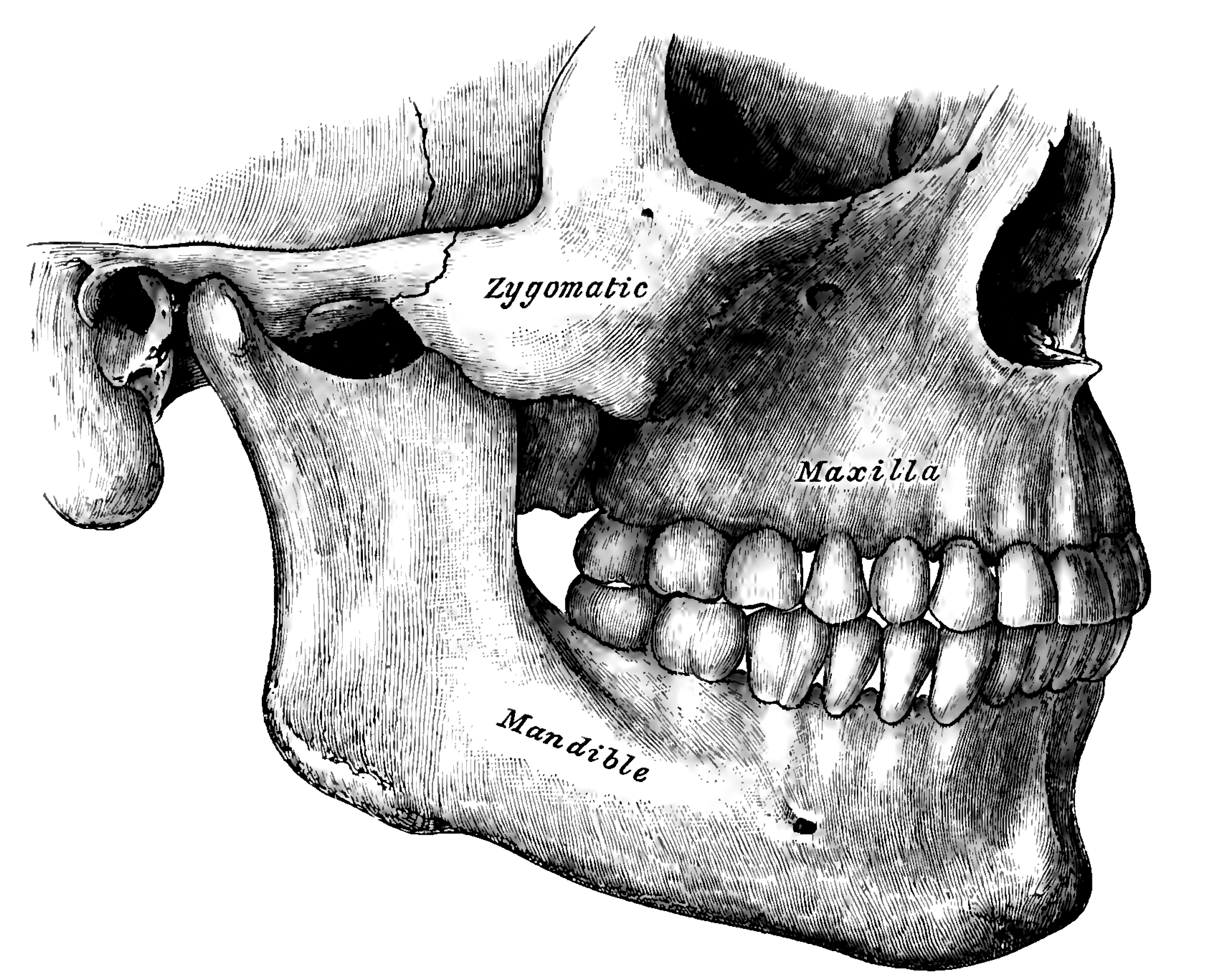
Челюсть человека

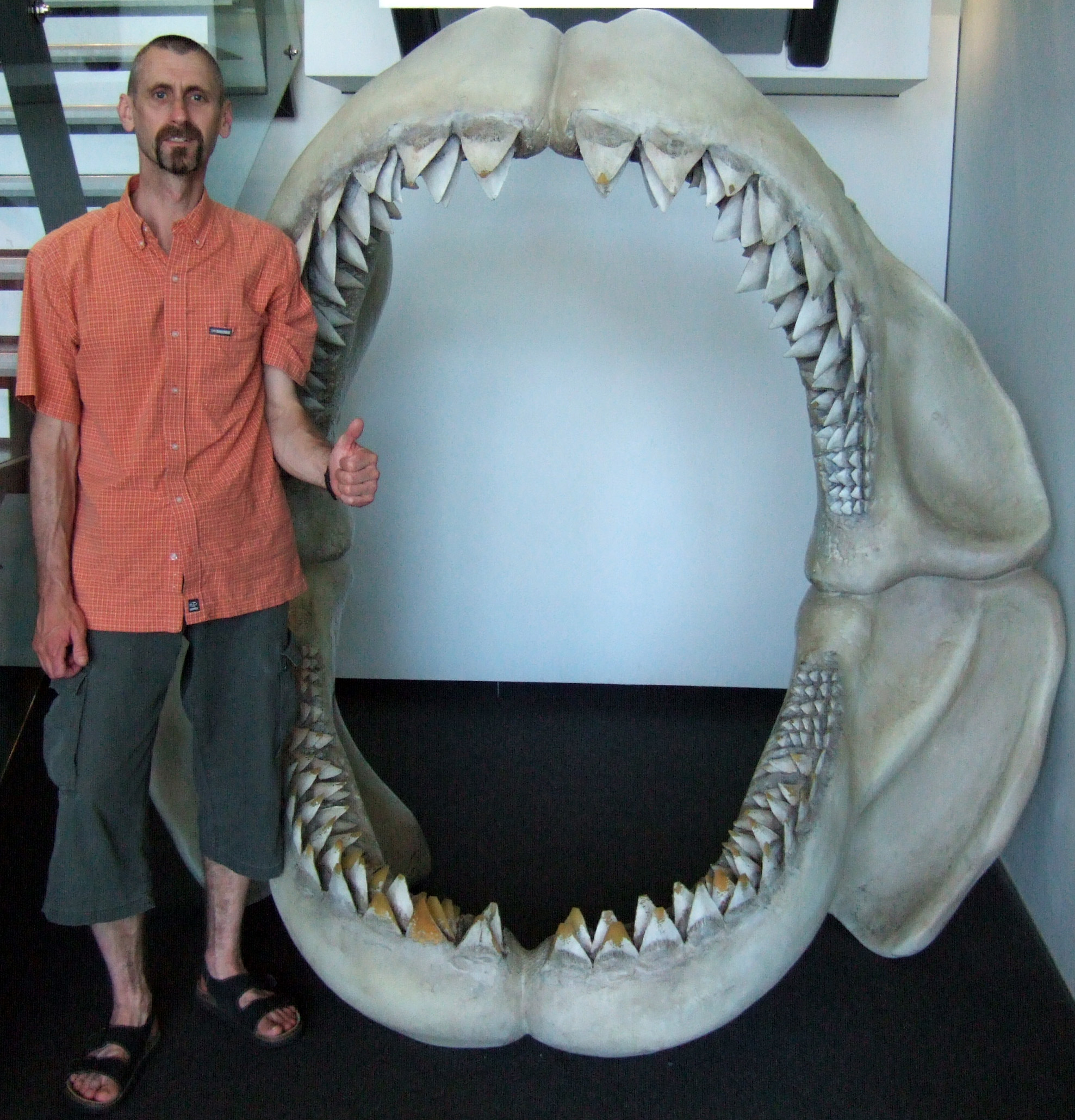
Ископаемая челюсть мегалодона

Че́люсть — одна из двух противопоставленных костных структур, расположенная возле ротового отверстия.
Термин челюсть также применяется ко всей структуре, образующей свод рта и служащей для его открывания и закрывания, и является частью строения тела большинства животных.

## Онтогенез

### Членистоногие
У членистоногих челюсти хитиновые и расположены горизонтально. Они могут состоять из мандибулы, хелицеры или педипальп.
Их назначение, в основном, для подбирания пищи, помещения её в ротовую полость и/или первоначальной обработки (размельчения или жевания).

### Позвоночные
У большинства позвоночных челюсти костяные или хрящевые и расположены вертикально, при этом они разделяются на верхнюю челюсть и нижнюю челюсть.
Они развились из жаберных дуг бесчелюстных позвоночных; впервые представлены в скелете примитивного раннекембриевого хордового метасприггина.

## В культуре
Согласно Ветхому Завету, ослиная челюстная кость была оружием Самсона: он сразил ею филистимлян, а впоследствии из неё пил. Также, хотя в тексте она не упоминается, кость иногда изображается в руках Каина как орудие убийства Авеля. Эта версия пришла из поздних комментариев и апокрифов.